# Spomenici Nikoli Tesli
Ovdje su navedeni najpoznatiji spomenici u čast svjetskog elektrotehničara i izumitelja Nikole Tesle.

## U Hrvatskoj
U gradu Gospiću, postavljen je 1981. godine kip sličan onome na slapovima Niagare. U Domovinskom ratu je uništen od strane hrvatskih snaga, zajedno s muzejem i rodnom kućom. Identični kip je ponovno postavljen u Gospiću, ali na sasvim drugoj lokaciji - ispred zgrade Kulturno-informativnog centra (KIC) na novom Trgu Nikole Tesle.
Teslina rodna kuća u Smiljanu donedavno je bila okružena minskim poljem. 10. srpnja 2006. godine obnovljena je i otvorena u okviru Teslinog memorijalnog centra. Novi kip postavljen je 11. lipnja 2006. godine; djelo je to Mile Blaževića.
U Tehničkom muzeju u Zagrebu otvoren je 1976. godine Demonstracijski kabinet Nikole Tesle u kojem se nalazi i spomenik Nikoli Tesli iz 1932. godine, rad Emila Bohutinskog. 
Središnji gradski trg u Gospiću nekoć se zvao po Nikoli Tesli, dok se danas zove Trg Stjepana Radića. Jedna druga ulica u središtu Gospića, zove se po Nikoli Tesli. Po njemu je nazvano i Veleučilište u Gospiću, a na srednjoj školi koju je pohađao nalazi se spomen-ploča s prigodnim tekstom.
U Zagrebu je 7. srpnja 2006. godine na uglu Masarkyove i Preradovićeve ulice postavljen spomenik, djelo Ivana Meštrovića. Taj spomenik je premješten iz zagrebačkog Instituta Ruđera Boškovića.
Jedan kip se nalazi u osnovnoj školi "Nikola Tesla" u Zagrebu.
U Splitu, na Fakultetu elektrotehnike, strojarstva i brodogradnje se u sklopu parka fakulteta nalazi bista Nikole Tesle.

## U Srbiji
Spomenik Nikoli Tesli, rad Frana Kršinića iz 1956. godine, nalazi se ispred zgrade Elektrotehničkog fakulteta u Beogradu, u Bulevaru kralja Aleksandra. Ovaj je spomenik postavljen i na slapovima Niagare.
Na zgradi rektorata Sveučilišta u Beogradu, nalazi se Teslina spomen-ploča i ovaj tekst:
"U spomen na boravak Nikole Tesle u Beogradu i znameniti govor koji je održao u Velikoj školi 2. lipnja 1892. godine."
U muzeju Nikole Tesle u Beogradu izložena je brončano poprsje koju je po Teslinoj želji izradio njegov prijatelj Ivan Meštrović, godine 1952. Odljevi ovog spomenika nalaze se i u Tehničkom muzeju u Beču, te u Muzeju Like u Gospiću.
U beogradskoj Zračnoj luci Nikole Tesle spomenik je postavljen 10. srpnja 2006. godine, na 150. obljetnicu njegova rođenja. To je rad Drinke Radovanović, visok je 3 i pol metra i izliven u bronci. Drugonagrađeni je rad na međunarodnom natječaju 2005. godine u Kanadi.
Teslino poprsje u Novom Sadu nalazi se ispred tamošnjeg Fakulteta tehničkih znanosti. Svečano je postavljen 18. svibnja 2006. godine, na dan fakulteta, a nalazi se ispred ulaza. Djelo je Vladimira Jokanovića i darovan je Novom Sadu, Sveučilištu i FTZ-u. Ovo je jedini Teslin novosadski spomenik na otvorenom prostoru.

## U Sjedinjenim Američkim Državama i Kanadi
Brončani spomenik Nikoli Tesli, rad Frana Kršinića, postavljen je 1976. godine na slapovima Niagare, u državi New York, sa strane SAD-a. Isti se spomenik nalazi ispred Elektrotehničkog fakulteta u Beogradu.
Na slapovima Niagare, u parku s kanadske strane je 9. srpnja 2006. godine postavljen još jedan spomenik Nikoli Tesli. Financirala ga je zajednica Srba u Kanadi, a stajao je 200 000 dolara. Spomenik prikazuje Teslu u prirodnoj veličini u trenutku šetnje, kao na slici iz Budimpešte kada je ponijet Goetheovim stihovima štapom po pijesku počeo crati skicu svoga izuma – indukcijskog motora koji je usput i postolje samog spomenika.

## U Češkoj
U Pragu je 4. rujna 2014. otkriven najveći spomenik u čast Nikole Tesle na svijetu, dug 6 metara, a visok 3 metra. Brončani spomenik prikazuje stilizirano električno pražnjenje, a autori su mu češki kipar Stefan Milkov i arhitekt Jiří Trojan. Spomenik se nalazi u Ulici Nikole Tesle u gradskom predjelu Dejvice u Gradskoj četvrti Prag 6, a inicijativu za njegovo postavljanje dalo je 2006. Hrvatsko-češko društvo iz Zagreba. Glavni sponzor spomenika bila je banka Česká spořitelna, a dio sredstava dao je i Grad Zagreb. Spomenik su otkrili zagrebački gradonačelnik Milan Bandić, veleposlanica Hrvatske u Češkoj Ines Troha Brdar, veleposlanica Srbije Vera Mavrić, načelnica Gradske četvrti Prag 6 Marie Kousalíková, predsjednik Akademskog senata Češkog visokog tehničkog učilišta Vítězslav Kříha i predstavnik Česke spořitelne Daniel Heler. Kamen temeljac za spomenik Nikoli Tesli postavio je 2006. predsjednik Republike Hrvatske Stjepan Mesić povodom 150 godina od Teslina rođenja.